# Ranunculaceae

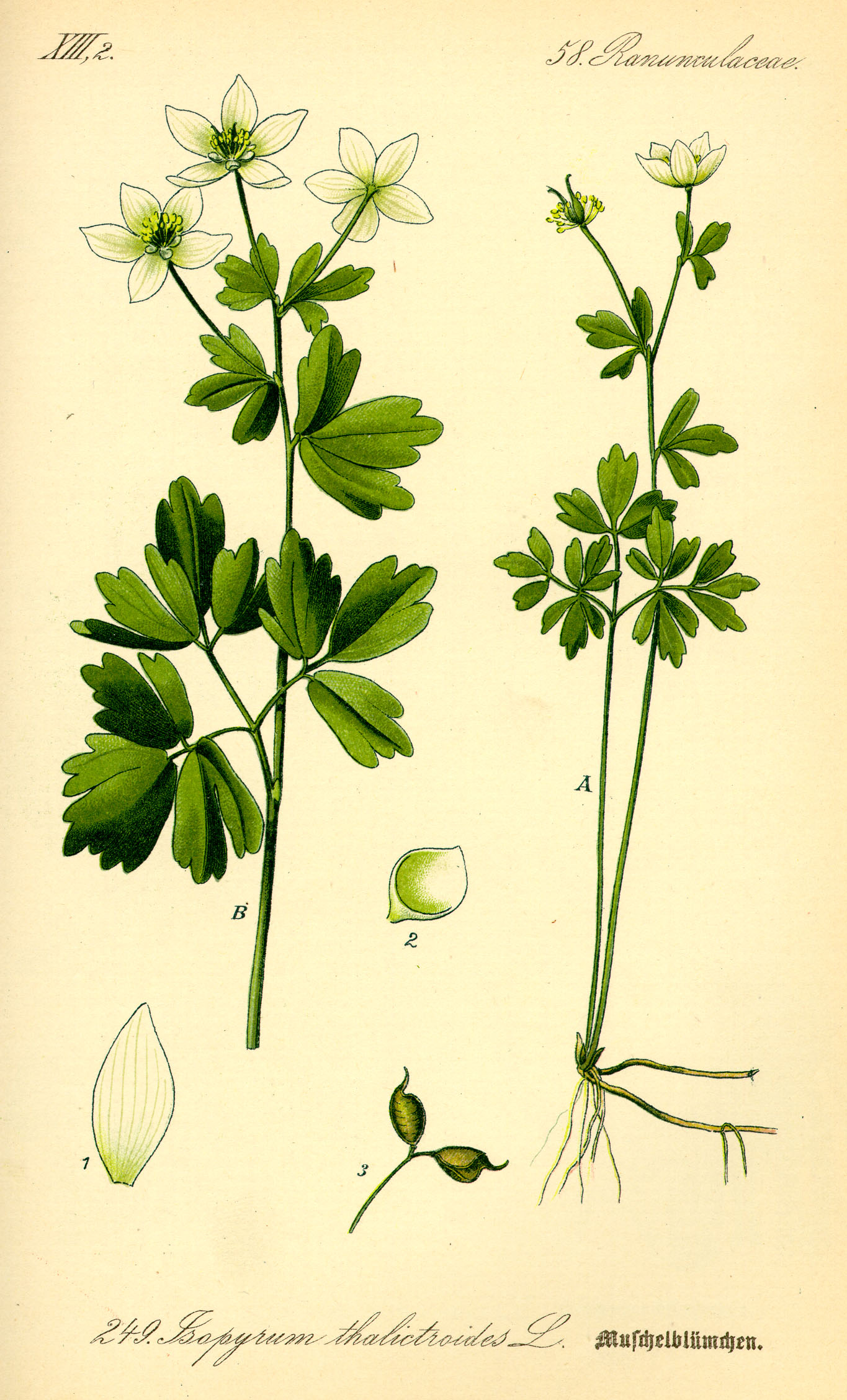
Isopyrum thalictroides

 Familia Ranunculaceae este cea mai importantă familie a ordinului Ranunculales. Această familie cuprinde în special plante erbacee, cu tulpini subterane, rar lemnoase. Plantele sunt în special perene  și rar anuale. Nu au țesuturi secretoare.

## Caracteristicile familiei
- Rădacinle plantelor sunt adventive.
- Frunzele sunt alterne, simple, rar compuse, fără stipele, divers divizate și rar sunt întregi.
- Florile sunt hermafrodite, cu simetrie actinomorfă. Ele pot fi fie solitare, fie grupate în infloreșcențe cimoase. Floarea are caractere de inferioritate prin numărul mare, nedefinit de elemente florale și dispoziție spirociclică. 
  - Petalele au adesea nectarii.

- Fructele sunt folicule sau nucule, rar bace sau capsule.

## Specii din România
Flora României conține 112 specii spontane și cultivate aparținând la 22 de genuri:
- Aconitum
  - Aconitum anthora – Omag galben
  - Aconitum callibotryon – Omag
  - Aconitum firmum – Omag
  - Aconitum lasiostomum – Omag
  - Aconitum lycoctonum – Omag
  - Aconitum moldavicum – Omag
  - Aconitum napellus – Omag albastru, sin.: Iarba coifului
  - Aconitum romanicum – Omag
  - Aconitum tauricum – Omag
  - Aconitum toxicum – Omag
  - Aconitum variegatum – Omag
  - Aconitum vulparia – Omag
- Actaea
  - Actaea spicata – Orbalț
- Adonis
  - Adonis aestivalis – Cocoșei de câmp
  - Adonis annua – Ruscuță tomnatică
  - Adonis flammea – Ruscuță
  - Adonis vernalis – Ruscuță primăvăratică
  - Adonis volgensis
- Anemone
  - Anemone coronaria – Anemone
  - Anemone hortensis – Anemone
  - Anemone japonica
  - Anemone narcissiflora – Oițe
  - Anemone nemorosa – Floarea Paștilor
  - Anemone ranunculoides – Păștiță
  - Anemone sylvestris – Oiță
- Aquilegia
  - Aquilegia nigricans – Căldărușă
  - Aquilegia transsilvanica – Căldărușă
  - Aquilegia vulgaris – Căldărușă
- Callianthemum
  - Callianthemum coriandrifolium
- Caltha
  - Caltha palustris – Calcea calului
- Ceratocephala
  - Ceratocephala testiculata – Ploșnicar
- Cimicifuga
  - Cimicifuga europaea
- Clematis
  - Clematis alpina – Curpen de munte
  - Clematis integrifolia – Clocoței
  - Clematis recta – Luminoasă
  - Clematis vitalba – Curpen, Curpen de pădure
  - Clematis x jackmanii
- Consolida
  - Consolida ajacis – Surguci
  - Consolida orientalis – Nemțișor
  - Consolida regalis – Nemțișor de câmp
- Delphinium
  - Delphinium cultorum – Nemțișor
  - Delphinium elatum – Nemțișor
  - Delphinium fissum – Nemțișor
  - Delphinium grandiflorum – Nemțișor
  - Delphinium simonkaianum – Nemțișor
- Eranthis
  - Eranthis hyemalis
- Helleborus
  - Helleborus odorus – Spânz
  - Helleborus purpurascens – Spânz
- Hepatica
  - Hepatica nobilis – Trei răi
  - Hepatica transsilvanica – Crucea voinicului
- Isopyrum
  - Isopyrum thalictroides – Găinuși
- Myosurus
  - Myosurus minimus – Codițucă
- Nigella
  - Nigella arvensis – Negrușcă
  - Nigella damascena – Chica voinicului
  - Nigella sativa – Negrilică
- Pulsatilla
  - Pulsatilla balcana – Dediței, Sisinei
  - Pulsatilla grandis – Dediței, Sisinei
  - Pulsatilla micrantha – Sisinei de munte
  - Pulsatilla montana – Dediței, Sisinei
  - Pulsatilla patens – Dediței, Sisinei
  - Pulsatilla pratensis – Dediței, Sisinei
- Ranunculus
  - Ranunculus acris – Piciorul cocoșului
  - Ranunculus alpestris
  - Ranunculus aquatilis
  - Ranunculus arvensis – Piciorul cocoșului de semănături, Cornicei
  - Ranunculus auricomus
  - Ranunculus breyninus
  - Ranunculus bulbosus
  - Ranunculus carpaticus
  - Ranunculus cassubicus
  - Ranunculus circinatus – Clintiță
  - Ranunculus constantinopolitanus
  - Ranunculus crenatus
  - Ranunculus fallax
  - Ranunculus ficaria – Untișor
  - Ranunculus flabellifolius
  - Ranunculus flammula
  - Ranunculus fluitans
  - Ranunculus garganicus
  - Ranunculus glacialis
  - Ranunculus illyricus – Trânjoaică
  - Ranunculus lanuginosus
  - Ranunculus lateriflorus
  - Ranunculus lingua
  - Ranunculus millefoliatus
  - Ranunculus montanus
  - Ranunculus muricatus
  - Ranunculus neapolitanus
  - Ranunculus nemorosus – Gălbenele de pădure
  - Ranunculus ophioglossifolius
  - Ranunculus oxyspermus
  - Ranunculus pedatus
  - Ranunculus peltatus
  - Ranunculus penicelatus
  - Ranunculus platanifolius
  - Ranunculus polyanthemos – Gălbenele
  - Ranunculus polyphyllus
  - Ranunculus repens – Floare de leac
  - Ranunculus reptans
  - Ranunculus rionii
  - Ranunculus sardous
  - Ranunculus sceleratus – Boglari
  - Ranunculus thora
  - Ranunculus trichophyllus
- Thalictrum
  - Thalictrum alpinum – Rutișor
  - Thalictrum aquilegiifolium – Rutișor
  - Thalictrum flavum – Rutișor
  - Thalictrum foetidum – Rutișor
  - Thalictrum lucidum – Rutișor
  - Thalictrum minus – Rutișor
  - Thalictrum simplex – Rutișor
- Trollius
  - Trollius asiaticus – Bulbuci
  - Trollius europaeus – Bulbuci

## Genuri
- Aconitum
- Actaea
- Adonis
- Anemone
- Aquilegia
- Callianthemum
- Caltha
- Cimicifuga
- Clematis
- Coptis
- Delphinium
- Eranthis
- Ficaria
- Glaucidium
- Helleborus
- Hepatica
- Hydrastis
- Isopyrum
- Nigella
- Paeonia
- Pulsatilla
- Ranunculus
- Thalictrum
- Trollius
- Xanthorhiza